# Свети Христофор (Просилио)
„Свети Христофор“ (на гръцки: Αγίου Χριστοφόρου) е православна църква в сервийското село Просилио (Калдадес), Егейска Македония, Гърция, част от Сервийската и Кожанска епархия.
Църквата е разположена на височина 1000 m югозападно над селото, на едноименния връх Агиос Христофорос, с впечатляваща панорамна гледка към езерото Полифитос. Представлява малка църква със стенописи от XVI век. Малкият стар храм е вграден в нова църква.